# کلید تخیل
کلید تخیل (به انگلیسی: Keys to Imagination) دومین آلبوم یانی می‌باشد که توسط شرکت پرایوت میوزیک در ۱۹۸۶ منتشر شده‌است.